# Hanns-Martin Schleyer
Hanns-Martin Schleyer (Offenburg, 1 de maio de 1915 - ?, 18 de outubro de 1977) foi um empresário alemão, executivo e dirigente de importantes associações de negócios do país e presidente da Confederação de Associações de Empregadores da Alemanha. Tornou-se mundialmente célebre como um dos personagens centrais do período de crise que dominou a Alemanha Ocidental no segundo semestre de 1977, conhecido como Outono Alemão, ao ser sequestrado e assassinado pelo organização terrorista de extrema-esquerda Fração do Exército Vermelho, também conhecida como Grupo Baader-Meinhof.
Nascido numa família conservadora, Schleyer foi um seguidor do Nacional-Socialismo desde a adolescência. Após uma breve participação na Juventude Hitlerista, em 1933 ele integrou-se as SS de Adolf Hitler, onde foi segundo-tenente (Untersturmführer) e em 1937 filiou-se ao Partido Nazista.  Durante a II Guerra Mundial serviu na Frente Ocidental até ser dispensado do serviço ativo devido a um acidente. Foi então indicado para a presidência do corpo de estudantes em Praga. Deixou a cidade nos últimos dias da guerra, voltando para a Alemanha em 5 de abril de 1945.

## Carreira, sequestro e morte
Schleyer passou três anos como prisioneiro de guerra, devido à sua patente de oficial das SS, sendo libertado em fins de 1948. De volta à vida civil, fez carreira como executivo na área da indústria e comércio. Em 1949, foi nomeado secretário da Câmara de Comércio de Baden-Baden e dois anos depois entrou para a Mercedes-Benz, onde fez uma carreira de sucesso até chegar à diretoria e ser cogitado para presidência da empresa no fim dos anos 60. Simultaneamente, ele envolveu-se com diversas associações comerciais e industriais, chegando a ser ao mesmo tempo presidente da Confederação dos Empregadores e da Federação das Indústrias da Alemanha Ocidental e conseguir grande projeção nacional.
Seu perfil de ícone do capitalismo alemão, seus atos intransigentes como dirigente patronal durante os protestos de funcionários da indústria, especialmente lockouts, seu passado de nazista impune e sua maneira agressiva, especialmente na televisão, fizeram de Schleyer um inimigo preferencial dos movimentos estudantis de 1968 na Alemanha e da guerrilha urbana que assolou o país no início da década seguinte.

A histórica imagem mostra Schleyer em cativeiro, em foto enviada pela RAF aos meios de comunicação como prova de vida do empresário.

Em 5 de setembro de 1977, Schleyer foi sequestrado por um comando do  grupo extremista Baader-Meinhof. Na violenta ação armada de sua captura numa rua de Colônia, três guarda-costas e seu motorista foram assassinados pelos sequestradores. Em troca de sua vida, o grupo exigia do governo a libertação dos fundadores ainda vivos da organização, Andreas Baader e Gudrun Ensslin, presos desde 1972, e outros terroristas. O rapto, planejado pela líder da segunda geração da RAF Brigitte Mohnhaupt e executado pelos guerrilheiros Sieglinde Hofmann, Peter-Jurgen Boock, Stefan Wisniewski e Willi-Peter Stoll, que se seguia a dois assassinatos de figuras importantes da elite alemã, o procurador-geral da República Siegfried Buback e o banqueiro Jürgen Ponto, abriu uma crise sem precedentes no governo e na sociedade alemã, aumentada ainda mais dias depois, com o sequestro do voo 181 da Lufthansa, com 90 passageiros a bordo, de maneira a reforçar a exigência da libertação dos presos,
num período de aguda crise institucional que ficou conhecido como Outono Alemão.
Durante cinco semanas Schleyer permaneceu como prisioneiro dos sequestradores enquanto as negociações se arrastavam, sendo transportado da Alemanha para a Holanda e depois para Bélgica. Depois de 43 dias em poder da RAF, o governo alemão ainda não havia cedido aos sequestradores, disposto a libertá-lo de qualquer maneira, através de uma caçada humana sem precedentes na história do país e não negociar com terroristas. Na noite de 17 de outubro, um comando antiterror conseguiu libertar os reféns do voo da Lufthansa no aeroporto de Mogadíscio, na Somália. Na manhã seguinte, os líderes do Baader-Meinhof foram encontrados mortos em sua cela, supostamente tendo cumprido um pacto de suicídio coletivo. Ao ouvir as notícias, seus sequestradores o retiraram do cativeiro e o executaram em local desconhecido entre Bruxelas e a cidade francesa de Mulhouse, onde seu corpo foi encontrado no porta-malas de um automóvel no dia seguinte.
O comunicado de sua execução foi anunciado pelo Bader-Meinhoff com as seguintes palavras: "Após 43 dias, acabamos com a existência corrupta e patética de Hanns Martin Schleyer. A luta apenas começou. Liberdade por meio da luta armada antiimperialista."